# ناحیه الموند، شهرستان بیگ استون، مینه‌سوتا
شهرستان الموند، بخش بیگ استون، مینه‌سوتا (به انگلیسی: Almond Township, Big Stone County, Minnesota) یک منطقهٔ مسکونی در ایالات متحده آمریکا است که در مینه‌سوتا واقع شده‌است.

## خصوصیات
شهرستان الموند ۹۰٫۱ کیلومترمربع مساحت و ۱۹۰ نفر جمعیت دارد و ۳۴۷ متر بالاتر از سطح دریا واقع شده‌است.